# Kråkholmen (vid Ekenäs, Raseborg)
Kråkholmen är en ö i Finland. Den ligger i Finska viken eller Skärgårdshavet och i kommunen Raseborg i den ekonomiska regionen  Raseborg i landskapet Nyland, i den södra delen av landet. Ön ligger omkring 87 kilometer väster om Helsingfors.
Öns area är 5,4 hektar och dess största längd är 340 meter i öst-västlig riktning. I omgivningarna runt Kråkholmen växer i huvudsak barrskog.